# Stefano Cerioni
Pour les articles homonymes, voir Cerioni.
Stefano Cerioni, né le 24 janvier 1964 à Madrid, est un escrimeur italien. Il a été champion olympique de fleuret.

## Biographie
Il remporte le fleuret lors des Championnats du monde juniors d'escrime de 1984.
Ayant participé à quatre Jeux olympiques, depuis les  jeux Olympiques de 1984 à Los Angeles jusqu'aux jeux Olympiques de 1996 à Atlanta, il remporte le titre olympique avec le fleuret par équipe lors des jeux de Los Angeles, battant l'Allemagne de l'Ouest en finale. Lors de l'épreuve individuelle, il avait échoué quelques jours plus tôt en demi-finale face à son compatriote et futur champion olympique Mauro Numa avant de remporter le bronze.
Lors des jeux suivant, il élimine le Soviétique Alexandre Romankov en demi-finale avant de battre l'Allemand de l'Est Udo Wagner. L'italie ne termine qu'à la 7e place lors de l'épreuve par équipe.
Lors des jeux de Barcelone, il termine à la 17e place en individuelle, et termine à la sixième place de la compétition par équipe avec l'Italie.
Pour ses derniers Jeux olympiques, à Atlanta, il termine au 18e rang puis au huitième avec l'Italie.

## Palmarès
- Jeux olympiques
  -  Médaille d'or par équipe aux Jeux olympiques de 1984 à Los Angeles
- Médaille d'or en individuel aux Jeux olympiques de 1988 à Séoul
- Médaille de bronze aux Jeux Olympiques de 1984 à Los Angeles

- Championnats du monde
  -  Médaille d'or par équipe aux championnats du monde 1985 à Barcelone
  -  Médaille d'or par équipe aux championnats du monde 1994 à Athènes
  -  Médaille d'argent par équipe aux championnats du monde 1993 à Essen
  -  Médaille de bronze par équipe aux championnats du monde 1997 au Cap